# Antal Zirczy
Antal Zirczy (2 de febrero de 1898-20 de octubre de 1972) fue un deportista húngaro que compitió en esgrima, especialista en la modalidad de sable. Ganó una medalla de oro en el Campeonato Mundial de Esgrima de 1933 en la prueba por equipos.

## Palmarés internacional
| Campeonato Mundial | Campeonato Mundial | Campeonato Mundial | Campeonato Mundial |
| Año                | Lugar              | Medalla            | Prueba             |
| ------------------ | ------------------ | ------------------ | ------------------ |
| 1933               | Budapest (Hungría) | Medalla de oro     | Sable por equipos  |